# Wetter (Volkmarsen)
Koordinaten: 51° 23′ 37″ N, 9° 5′ 52″ O
Wetter ist eine Wüstung in der Gemarkung der Stadt Volkmarsen im Landkreis Waldeck-Frankenberg, Nordhessen.

## Lage
Das kleine Kirchdorf befand sich etwa 2,5 km südwestlich des mittelalterlichen Stadtzentrums von Volkmarsen, etwa 500 m südlich der heutigen Landesstraße L3080 von Volkmarsen nach Wetterburg und Bad Arolsen, auf 195 m ü. NHN über dem Ostufer der Watter, wo diese einen scharfen Bogen nach Westen um die kleine Wetterkapelle beschreibt. Die Ortslage war zwischen der Wetterkapelle und der großen Sandgrube auf der Höhe oberhalb der Kapelle.

## Geschichte
Über das einstige Dorf, das gegen Ende des 15. Jahrhunderts verlassen wurde, ist noch weniger bekannt als über Mederich und Wittmar. Im Jahre 1250 wird ein Ritter Hermann von Wetter erwähnt, und 1294 belehnte Graf Otto I. von Waldeck den Ritter Dietrich von Mederich mit einem Viertel des Zehnten in Wetter. An der Stelle der Wetterkapelle soll die Kirche des Ortes gestanden haben. Ansonsten erinnern heute nur noch Flurnamen an das untergegangene Dorf.

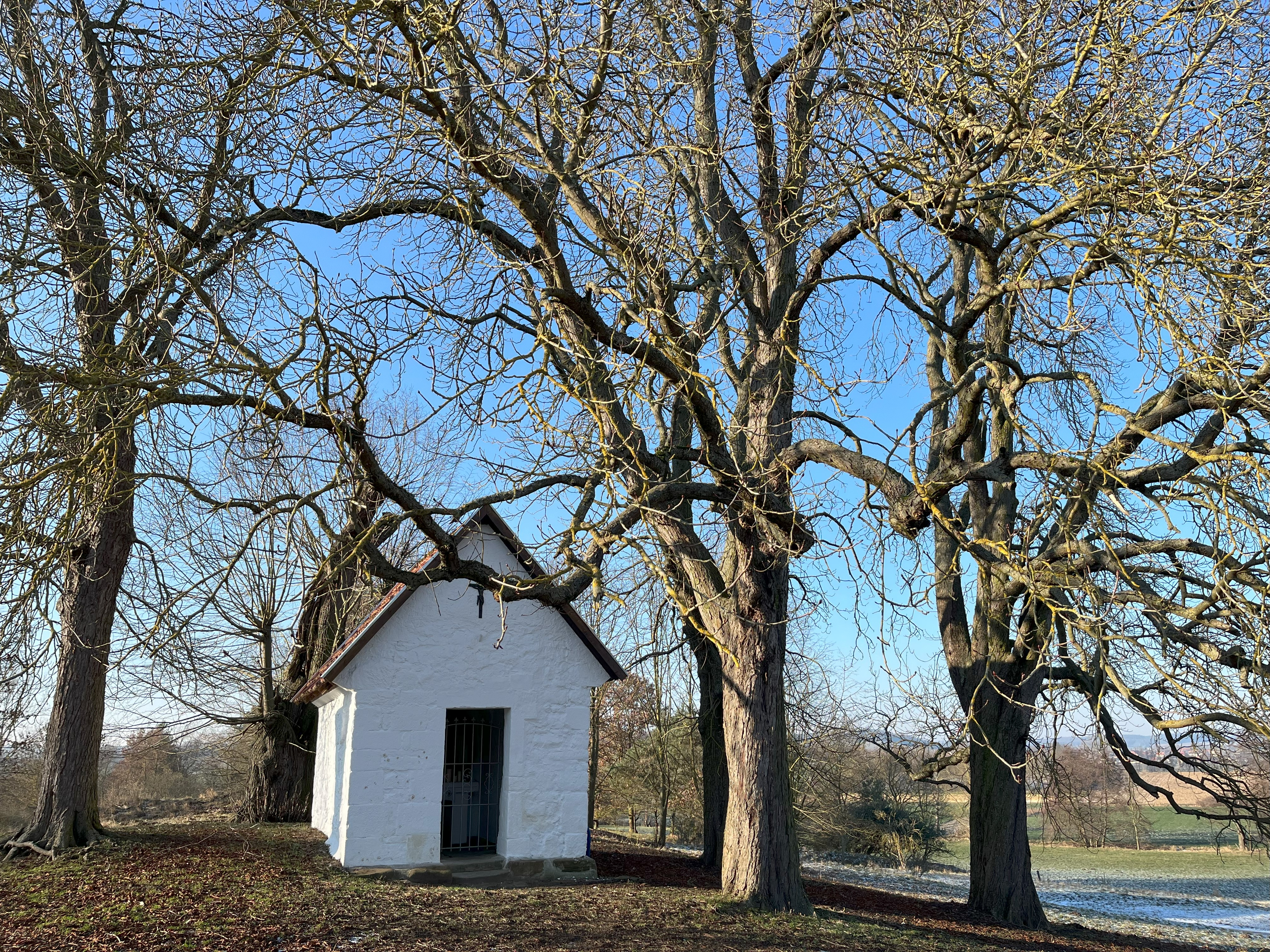
Wetterkapelle

## Die Wetterkapelle
Die kleine Kapelle ist ein einfacher Bau von etwa 3,5 × 5 m Grundfläche mit steilem Satteldach inmitten einer Gruppe von alten Kastanienbäumen. Im Innenraum befindet sich der Altar.

## Belege
1. ↑  Georg Landau: Historisch-topographische Beschreibung der wüsten Ortschaften im Kurfürstenthum Hessen. Zeitschrift des Vereins für hessische Geschichte und Landeskunde, Siebentes Supplement. Theodor Fischer, Kassel, 1858, S. 49